# Planetoid (серия комиксов)
Planetoid — серия комиксов, которую в 2012—2013 годах издавала компания Image Comics.

## Синопсис
Главным героем является Сайлас. Он дезертир, ставший космическим пиратом, который в итоге оказывается единственным выжившим из своей команды и терпит крушение на планетоиде на чужой территории, где ему приходится отбиваться от различных механических существ, ополченцев-киборгов и инопланетных военных.

## Продажи
Дебютный выпуск был продан тиражом около 12 000 копий за первый месяц, что занимает 160 позицию по продажам в Северной Америке.

## Отзывы
На сайте Comic Book Roundup серия имеет оценку 8,2 из 10 на основе 44 рецензий. Роб Макмонигал из Newsarama дал первому выпуску 6 баллов из 10 и посчитал, что серии «придётся потрудиться, чтобы привлечь аудиторию». В Ain't It Cool News к дебюту отнеслись в целом положительно. Грег Макэлхаттон из Comic Book Resources, обозревая третий выпуск, заявил, что он лучший в серии.